# Emplectonema duoni
Emplectonema duoni är en djurart som tillhör fylumet slemmaskar, och som först beskrevs av Louis Joubin 1890.  Emplectonema duoni ingår i släktet Emplectonema och familjen Emplectonematidae. Inga underarter finns listade i Catalogue of Life.